# مادلنا کازولانا

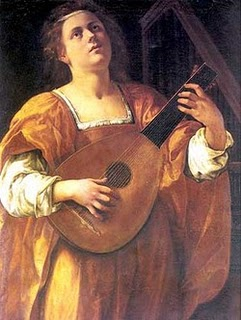
آرتمیزیا جنتلیسکی ، سنت سسیلیا در حال نواختن عود، حدود ۱۶۱۰–۱۶۱۲، گالری اسپادا، رم.

مادالنا کازولانا (حدود ۱۵۴۴ – حدود ۱۵۸۰) آهنگساز، لوتنیست و خواننده ایتالیایی اواخر رنسانس بود. وی اولین آهنگساز زنی است که کتاب کاملی از موسیقی خود را در تاریخ موسیقی غربی چاپ و منتشر کرده‌است.

## زندگی و کار
در مورد زندگی وی اطلاعات کمی در دست است، غیر از آنچه که می‌توان از وقف‌ها و نوشته‌های مجموعه‌های مدریگال وی استنباط کرد. به احتمال زیاد او در کازول د السا، نزدیک سیه نا به دنیا آمده‌است. وی تحصیلات موسیقی و تجربیات اولیه خود را در فلورانس فرا گرفت.
اولین کار او مربوط به سال ۱۵۶۶ است: چهار مادریگال در یک مجموعه، ایل دزیدریو، که در فلورانس تولید کرد. دو سال بعد او در ونیز اولین کتاب خود ،ایل پریمو لیبرو دی مدریگالی ، را برای اولین بار منتشر کرد. این کتاب اولین کار منتشر شده توسط یک زن در تاریخ موسیقی غربی است. همچنین در آن سال اورلاندو دی لاسو اثرش را در دربار آلبرت پنجم ، دوک باواریا در مونیخ اجرا کرد. با این حال این اثر باقی نمانده‌است.